# Терський хребет
Терський хребет (рос. Терский хребет, чеч. Регӏа, Теркан Дукъ, кабард. Тэрчытх
, кум. Арек тавлар, Терик тагъымы) — гірський хребет у Передкавказзі, у системі Терсько-Сунженської височини, розташовано у правобережжі річки Терек. Адміністративно знаходиться на території Чечні, Інгушетії, Північної Осетії та Кабардино-Балкарії. Західний край хребта, відокремлений річкою Курп, має назву Арицький хребет.
Хребет завдовжки має 165 (120) км. Західна частина хребта від долини річки Курп до селища Зебір-Юрт має широтний напрям. Далі хребет повертає на південний схід, а від нього на північний захід відгалужується нижчий Ельдаровський хребет. Між Терським та Ельдаровським хребтами є Калауська долина. Максимальні висоти центральної і східної частин Терського хребта не перевищують 515 м. Південно-східний напрямок хребта зберігається до гори Хаян-корт, після чого воно знову змінюється на широтне. Найвищі вершини: гора Токарєва (707 м), Малгобек (652 м).
Хребет складено піщано-глинястими відкладеннями, перекритими лесовидними суглинками. На схилах — дерновиннозлаковим степом. Є гарячі сірчистої-вуглекислі джерела.